# Paepalanthus saxicola
Paepalanthus saxicola är en gräsväxtart som beskrevs av Friedrich August Körnicke. Paepalanthus saxicola ingår i släktet Paepalanthus och familjen Eriocaulaceae. Inga underarter finns listade i Catalogue of Life.